# Landschaftsschutzgebiet Haferbach am Nölkenberg

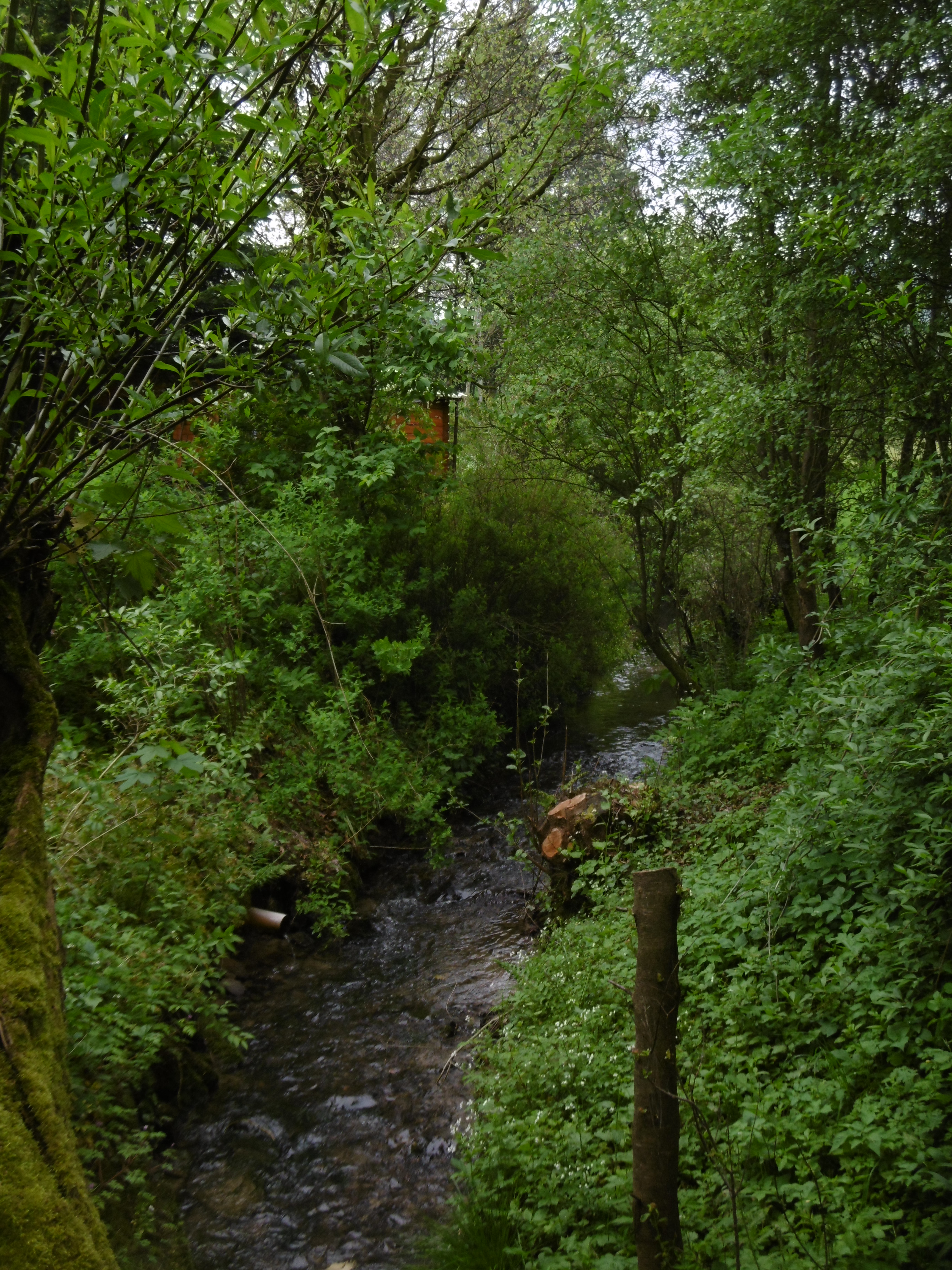
Landschaftsschutzgebiet Haferbach

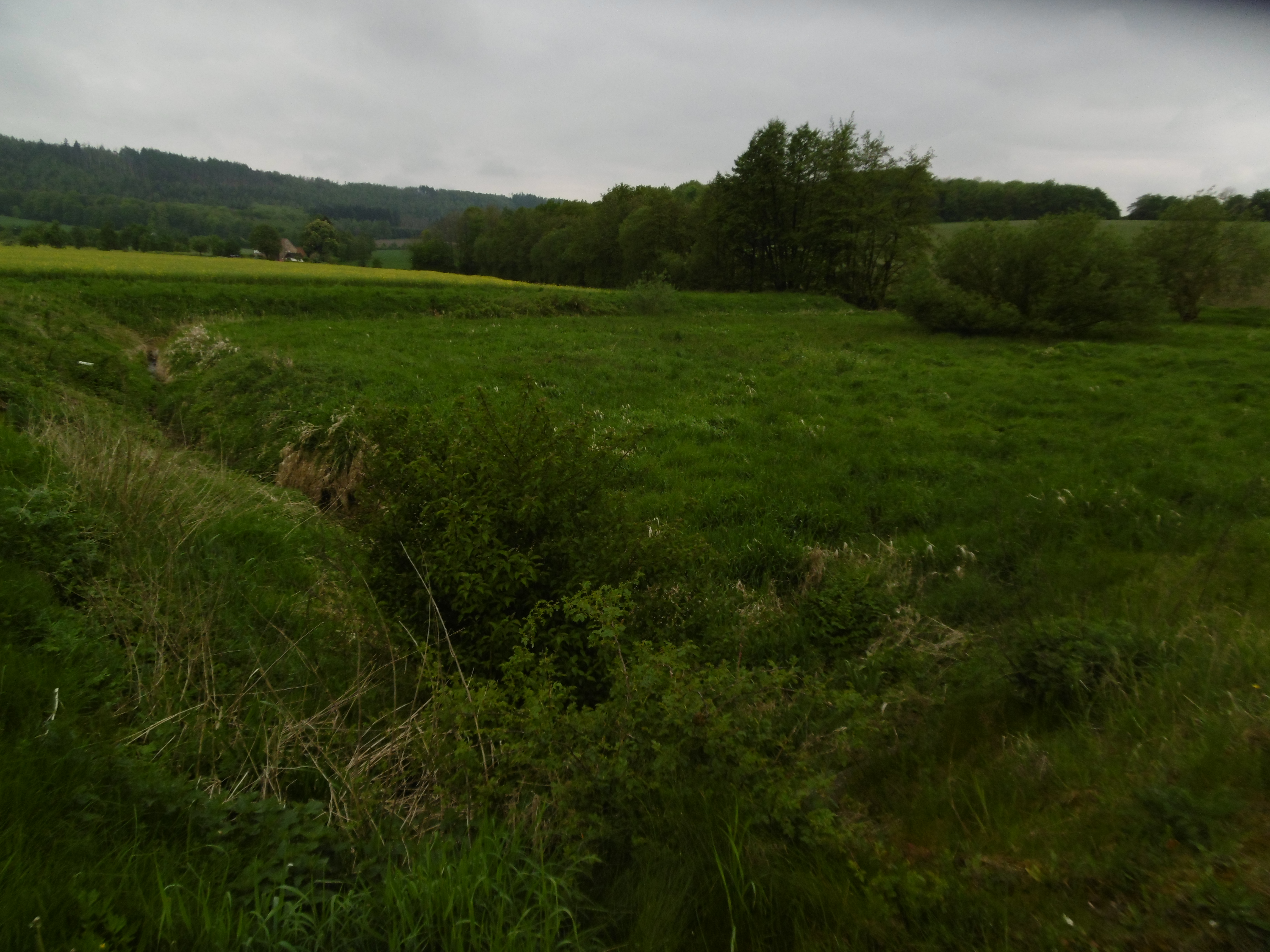
Bereich des ehemaligen Mühlenteiches

Das Landschaftsschutzgebiet Haferbach am Nölkenberg mit etwa 5,5 ha Flächengröße liegt westlich von Währentrup im Stadtgebiet von Oerlinghausen. Es wurde 2001 mit dem Landschaftsplan  Nr. 2 Leopoldshöhe/Oerlinghausen-Nord durch den Kreistag des Kreises Lippe als Landschaftsschutzgebiet (LSG) ausgewiesen. Außerhalb von bebauten Bereich das Landschaftsschutzgebiet Bielefelder Osning mit Teutoburger Wald und Osningvorbergen sowie Ravensberger Hügelland an.

## Beschreibung
Das LSG umfasst Teilbereiche des kerbtalartig eingeschnittenen Bachlauf des Haferbaches. Teils verläuft der Bach in einem naturnahen Buchen-Eichenwald. In den angrenzenden Grünland- und Ackerbereichen ist der Haferbach teilweise begradigt. Entlang des Bachlaufes finden sich neu angepflanzte Ufergehölze. Zum Siedlungsrand hin ist ein älterer Gehölzbestand vorhanden. Die Bebauung grenzt östlich direkt an das LSG. Ein von Westen kommender namenloser Bach, der in einem Teich endet, durch den auch der Haferbach fließt. Dieser namenloser Bach fließt in den ersten zwei Dritteln des Bachlaufes am südlichen Rand eines Laubwaldes. Am östlichen Drittel stehen Ufergehölze am Bach, der nun im Offenland verläuft.
Der westliche Bereich des LSG gehört zum schutzwürdigen Biotop Biotopkomplex am Nölkenberg östlich Oerlinghausen (bei Wistinghausen) (BK-4018-383) mit einer Flächengröße von 8,33 ha. Das Biotopkataster NRW vom Landesamt für Natur, Umwelt und Verbraucherschutz Nordrhein-Westfalen führt zum Biotopkomplex am Nölkenberg östlich Oerlinghausen (bei Wistinghausen) aus: „Im Süden der Fläche befinden sich ein naturnaher Bachlauf mit kleinflächig ausgebildeten Waldquellgesellschaften (Caricetum remotae) und einem bachbegleitenden Eschenwald (Carici remotae-Fraxinetum) in der stellenweise aufgeweiteten Bachaue.“

## Schutzzwecke für das LSG
Laut Landschaftsplan erfolgte die Ausweisung des LSG
- „zur Erhaltung und Wiederherstellung der Leistungsfähigkeit des Naturhaushaltes mit seinen vielfältigen Funktionen Wasserschutz, Klimaschutz, Bodenschutz, Biotop- und Artenschutz in einem durch Siedlungsbereiche, Streubebauung und Verkehr stark beanspruchten und z.T. beeinträchtigten Raum,“
- „zur Erhaltung der Nutzungsfähigkeit der Naturgüter,“
- „zur Erhaltung und Entwicklung des für den Planungsraum typischen Landschaftsbildes mit seinen prägenden Tälern, naturnahen Waldbeständen, geomorphologischen Ausprägungen und gliedernden und belebenden Elementen,“
- „zur Erhaltung und Sicherung der besonderen Bedeutung des Planungsraumes für die Erholung.“[1]

## Rechtliche Vorschriften
Im Landschaftsschutzgebiet ist unter anderem das Errichten von Bauten und Fischteichen verboten. Grün- und Brachland darf nicht in eine andere Nutzungsart umgewandelt oder umgebrochen werden.